# 프러시안 블루 (음악 그룹)
프러시안 블루(Prussian Blue)는 린지 게이드와 램 게이드이라는 10대 쌍둥이 자매가 2003년에 결성한 백인 우월주의 포크 음악 그룹이다. 이들은 1992년 6월 30일에 미국의 캘리포니아주 프레스노에서 태어났으며 린스는 바이올린, 램은 기타담당이고 노래는 둘이 함께 부른다.

## 유년기
프러시안 블루의 두 멤버인 린지 게이드와 램 게이드는 독일계 미국인으로 인종주의자인 어머니 아래에서 인종주의 사상을 주입받으며 자랐다. 지금도 어머니와 함께 다닌다. 프러시안 블루는 2001년에 백인 우월주의자들의 축제인 유로페스트에서 처음 자신들의 노래를 선보였다. 2002년부터 악기연주를 배우기 시작했고, 2003년에는 공공장소에서 공연을 시작했다. 2004년에는 Fragment of the Future(Resistance Records) 라는 자신들의 데뷔CD를 녹음하고 공개했다. 1년 뒤에는 어쿠스틱 기타와 전자기타를 포함하여 좀 더 전통적인 락사운드에 가까운 두 번째 앨범 The Path We Chose를 발표했다. 그러나 마약 복용 문제로 시달린 직후인 현재는 네오 나치 사상과 인종 차별주의적 사상을 버렸다고 발표했다.